# Kamila Holásková
Kamila Holásková (* 5. dubna 1959, Šternberk) je česká spisovatelka a vysokoškolská učitelka.

## Osobní život
Prvních pět let prožila střídavě ve Šternberku a u prarodičů v Olomouci, kteří ji osobnostně velmi ovlivnili. V roce 1965 se s rodiči a bratrem přestěhovali do Přerova. Již v sedmi letech se stala vášnivou čtenářkou. První pokusy o literární tvorbu zahájila v devíti letech, ovšem publikovat prozaické texty se neodvážila. Na gymnáziu se seznámila se svým manželem a v roce 1977 se vrátila do Olomouce, kde žije dodnes. Za Břetislava Holáska se provdala v roce 1980 a společně vychovali tři děti.
Prakticky celý život pracovala jako odborná asistentka katedry psychologie na UP Olomouc.

## Vzdělání
Maturovala na gymnáziu v Přerově v roce 1978. Filozofickou fakultu UP v Olomouci absolvovala v roce 1983 a od roku 1988 vyučuje psychologii na UP Olomouc. Rigorózní zkoušku složila v roce 1985 na katedře psychologie FF UP a tamtéž v roce 2003 obhájila dizertační práci na téma „Vliv aktivizujících didaktických metod na změnu postojů pubescentů“.

## Publikační činnost
Ve svých odborných publikacích se zaměřovala na problematiku rodiny včetně domácího násilí, porozvodové péče, sociálně patologických jevů a emocionální situací ženy v období gravidity, porodu a šestinedělí. Od roku 2011 publikuje především krátké psychologické prózy. V první sbírce povídek Nevěrná a jiné příběhy se vyrovnává s problematikou domácího násilí. Další krátké prózy spíš líčí vztahové problémy současných rodin. V roce 2014 vydala román Martin Herman, kde zachycuje osudové peripetie čtyř mužských členů jedné rodiny v průběhu sta let. Náměty k prozaické tvorbě nachází ve své profesi psychologa a zaměřuje se především na partnerské vztahy. Hrdinové příběhů jsou obyčejní lidé, kteří vedou všední život, řeší běžné starosti a také si dokáží špatným rozhodnutím způsobit zbytečné problémy.

## Dílo
. Merkátor ,Olomouc, Memoria Porta,2023.ISBN 978-80-908775-3-5 ( spolu s Jindřichem Štreitem )
. Hanácký pitaval ,Olomouc,Memoria Porta ( kolektiv autorů) 
. Hanácký pitaval II., Olomouc,Memoria Porta ( kolektiv autorů )
- Kláda , Olomouc : Fontána, 2021 .ISBN 978-80-7651-088-3 ( spolu s Jindřichem Štreitem )
- Rozinka. Praha: XYZ, 2019. ISBN 978-80-7597-420-4
- Sigmund Freud v Olomouci roku 1886. Olomouc: Univerzita Palackého, 2018. ISBN 978-80-244-5414-6 (společně s Jiřím Fialou)
- Freudova pohovka. Olomouc: Fontána, 2017. ISBN 978-80-7336-897-5
- Sigmund Freud. In kol. Osobnosti Olomouckého kraje. Olomouc: VMO, 2016. ISBN 978-80-85037-77-7
- Nepálské kobylky. Olomouc: Fontána, 2016. ISBN 978-80-244-4906-7
- Martin Herman. Olomouc, Univerzita Palackého, 2014. ISBN 978-80-244-3987-7
- Adam. Olomouc: Fontána, 2013. ISBN 978-80-7336-732-9
- Jak dny jdou. Olomouc: Fontána, 2012. ISBN 978-80-7336-673-5
- Nevěrná a jiné příběhy. Praha: Olympia, 2011. ISBN 978-80-7376-263-6
- Dospělost. In ŠIMÍČKOVÁ – ČÍŽKOVÁ, JITKA a kol. Přehled vývojové psychologie. Olomouc: UP, 3. vyd., 2010, s. 131 - 166. ISBN 978-80-244-2433-0
- Kočárky. Proměny historického kočárku. Olomouc: Fontána, 2007. ISBN 80-7336-377-1 (společně s Břetislavem Holáskem)

## Kritika
Webový portál Stridavka.cz, který prosazuje střídavou péči o dítě po rozchodu rodičů, její výrok z blogu zařadil do ankety Žblept roku 2021. Předmětem kritiky je zejména absence zahraničních zkušeností a vyslovování závěrů bez jakýchkoliv vědeckých podkladů, čímž Kamila Holásková přiživuje feministické stereotypy a pověry. V anketě se umístila na druhém místě.